# Замотаев, Иван Александрович
Иван Алекса́ндрович Замота́ев (род. 22 января 1983, Первомайск) — российский актёр театра и кино, певец и композитор, основатель и руководитель коллектива «Замотаев Бэнд».

## Биография
Родился 22 января 1983 года в городе Первомайске Нижегородской области. Окончил детскую музыкальную школу по классу баяна, а затем Арзамасское музыкальное училище. В 2004 году получил диплом об окончании РАТИ (ГИТИС).
С 2004 по 2010 год работал в театре Стаса Намина. С 2010 года по сегодняшний день работает в «Другом театре» и театре КВАРТЕТ «И». Автор музыки для спектаклей и кинофильмов.
Победитель девятого сезона шоу «Три аккорда» на Первом канале.

### Личная жизнь
- С 2004 по 2011 год находился в браке с Юлией Русяевой. В 2005 году у пары родилась дочь Александра.

- C 2015 по 2017 год состоял в браке с актрисой Екатериной Олькиной. У пары растёт сын Дмитрий.

- Женат на актрисе Марии Козаковой. Они встретились в 2019 г. в Ессентуках, а 24 августа 2020 года поженились[2][неавторитетный источник]. 7 июля 2022 года у пары родилась дочь Иванна[3].

## Творчество

### Роли в театре
- «Волосы» — Бергер (Московский театр музыки и драмы Стаса Намина)
- «Снежная Королева» — Сказочник (Московский театр музыки и драмы Стаса Намина)
- «Солдат Иван Чонкин» (Московский театр музыки и драмы Стаса Намина)
- «Три мушкетера» — Атос (Московский театр музыки и драмы Стаса Намина)
- «4 истории» — дон Карлос (Московский театр музыки и драмы Стаса Намина)
- «Бременские музыканты» — Кот (Московский театр музыки и драмы Стаса Намина)
- «У перекрестка» — Геннадий и др.
- «Город мышей» (Театр «Ученая обезьяна»)
- «Клуб комедии» (КВАРТЕТ «И»)
- «Много шума из ничего» (Театр Российской Армии)
- «Река» — Миша (театр Мастерская)
- «Шоколад на крутом кипятке»- Педро (Другой Театр)
- «Музыка для толстых» — Николай (Другой Театр)
- «До третьих петухов» — Иван (Другой Театр)
- «Валентинов День» — от автора (Театр современной Антрепризы)
- «Быстрее чем кролики» — Транс (КВАРТЕТ «И»)
- «4 пьесы» — Десантник (Мастерская)
- «На высоких каблуках»

### Работы на телевидении
- Папины дочки
- Вся такая внезапная (сериал)
- Кто в доме хозяин? (телесериал)
- Слава Богу, ты пришёл! (СТС)
- Хорошие шутки (СТС)
- «Шесть кадров шоу» (ТелеТеатр)
- «Петрович» (сериал)
- «Второе дыхание» (сериал)
- «Место встречи»(РТР)
- «Театр+ТВ» (РТР)
- «Юрмалина» (РТР)
- «Приют комедиантов» (1 канал)
- «Нонна, давай» (1 канал)
- Фестиваль «Большая разница» в Одессе 2011 (1 канал)

### Работы в кино
- 2006 — «Моя Пречистенка» (реж. Б. Токарев)
- 2008 — «Галина» (реж. В. Павлов)
- 2010 — «Дистанция» (реж. Б. Токарев)
- 2011 — «Жила-была одна баба» (реж. А. Смирнов)
- 2013 — «Упакованные» (реж. П. Гладилин)
- 2017 — «Последний богатырь» — организатор шоу экстрасенсов
- Сериал «Братья по обмену»
- Сериал «Бегущая от любви» — Иван

### Озвучивание мультфильмов
- Рок-мюзикл «Хероин» (2010) — Король[4]

### Певец
- Лауреат Международного конкурса актёрской песни им. А. Миронова[5]
- Участник Международного фестиваля «Fringe» (Эдинбург, Шотландия)
- Участник Международного фестиваля пародий и юмора «Большая разница» в Одессе в 2011 г.

### Композитор
- кинофильм «Упакованные» (реж. П. Гладилин)
- спектакль «Валентинов день» (реж. Р. Самгин)
- спектакль «Моя прекрасная Кэт» (реж. А. Нестеров)
- концерт — спектакль «Я тебя помню босой и прекрасной» (реж. П. Гладилин)
- Музыка к сериалу «Бегущая от любви»
- 2017 — Графомафия